# سایوز تی‌ام-۲۶
سایوز-تی‌ام-۲۶ (به روسی: Союз )(به معنای اتحاد) یکی از مأموریت‌های شاتل-میر و بیست‌وششمین مأموریت سرنشین دار سازمان ملی فضانوردی روسیه به سمت ایستگاه فضایی میر محسوب می شود. در طول این ماموریت ۲ فضاپیمای پشتیبانی پروگرس و ۱ مأموریت بازدید از خدمه تحت عنوان اس‌تی‌اس-۸۹ به ایستگاه متصل شدند. فضانوردان این مأموریت برای تعمیر قطعه اسپکتر که در جریان اتصال یکی از فضاپیمای پشتیبانی پروگرس آسیب دیده بود آموزش‌های ویژه دیده بودند.

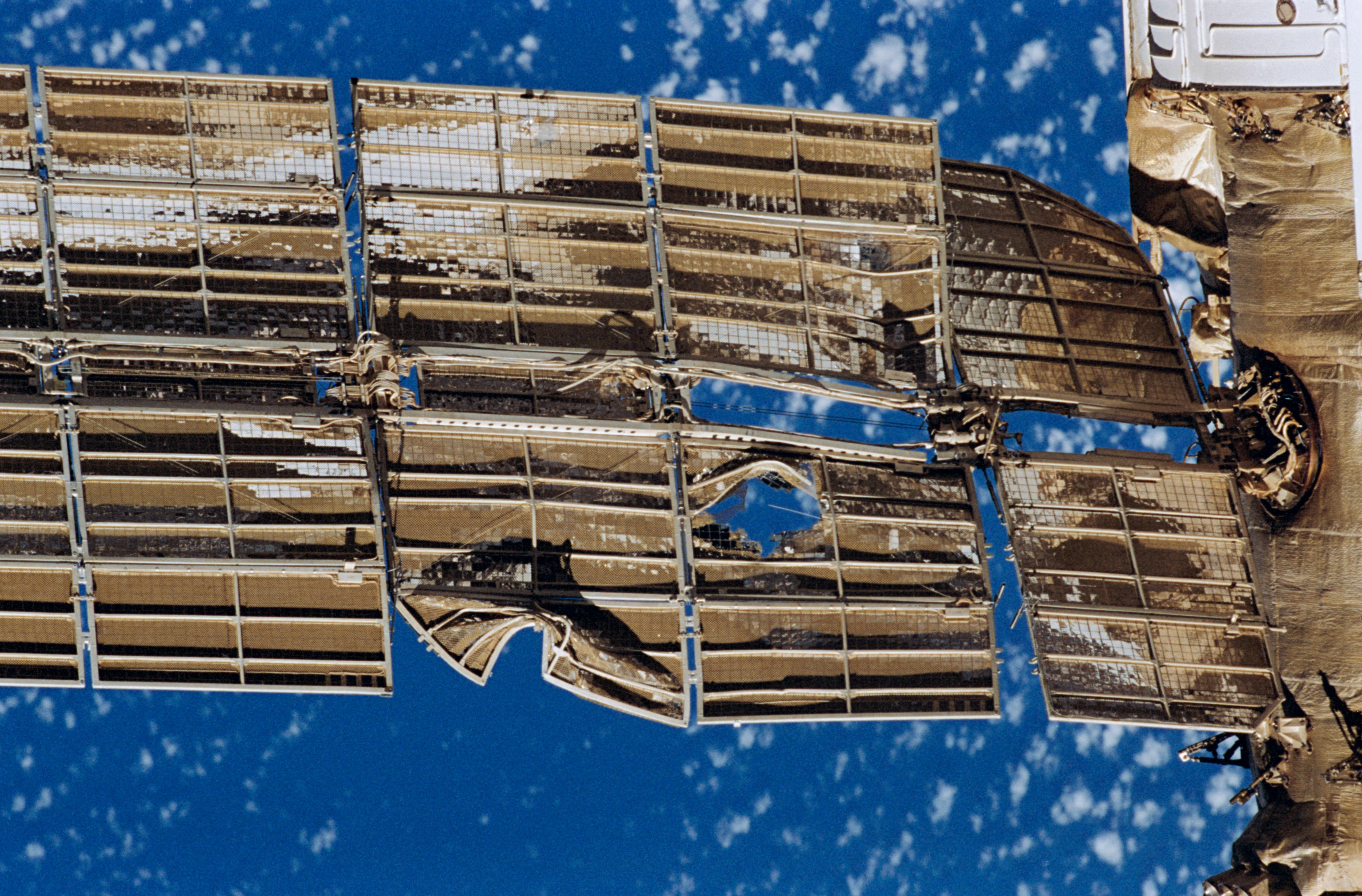
قطعه آسیب دیده ایستگاه فضایی میر

## خدمه مأموریت
| شماره | نام             | ملیت  | تعداد پرواز | نقش عملیاتی | تصویر |
| ۱     | آناتولی سولوویف | روسیه | ۵           | فرمانده     |       |
| ۲     | پاول وینوگرادف  | روسیه | ۱           | مهندس پرواز |       |